# Pyhäjärvi (sjö i Sulkava, Södra Savolax)
Pyhäjärvi är en sjö i kommunen Sulkava i landskapet Södra Savolax i Finland. Sjön ligger 101 meter över havet. Arean är 1,08 kvadratkilometer och strandlinjen är 9,26 kilometer lång. Sjön  ingår i Vuoksens huvudavrinningsområde.   Den ligger omkring 56 kilometer nordöst om S:t Michel och omkring 260 kilometer nordöst om Helsingfors. 